# Partia Restauracji
Partia Restauracji (jap. 日本維新の会 Nippon Ishin no Kai) – centroprawicowa partia polityczna działająca w Japonii. Partia jest sukcesorem Ishin no Tō, partii działającej w latach 2014-2016. 

## Historia
Założona w 2015 jako Inicjatywa Osaki (jap. おおさか維新の会 Ōsaka Ishin no Kai) przez gubernatora Ichirō Matsui i burmistrza miasta Osaki Tōru Hashimoto po ich odejściu z Ishin no Tō.
Partia wystartowała w wyborach w 2016 roku, gdzie zdobyła 5 153 584 głosów (9,2%), co przełożyło się na 12 miejsc w Izbie Radców, stając się trzecią główną partią opozycyjną w Zgromadzeniu Narodowym. Po wyborach Matsui stwierdził, że skromne wyniki poza Kansai spowodowane są skupieniem działalności partii jedynie w tym regionie, i ogłosił, że partia przyjmie nową nazwę bez słowa Osaka, aby rozszerzyć jej ogólnokrajowy apel. 23 sierpnia 2016 partia na oficjalnym zebraniu przyjęła nazwę Nippon Ishin no Kai, jednakże nie ogłosiła angielskiej nazwy. W wyborach z 2017 partia odniosła znaczącą porażkę, osiągając jedynie 6,07% głosów i zdobywając 11 miejsc w Izbie Reprezentantów.

## Wybory

### Izba Reprezentantów
| Rok  | Głosy     | % głosów | Mandaty | ± (%)       | Miejsce |
| ---- | --------- | -------- | ------- | ----------- | ------- |
| 2017 | 3 387 097 | 6,07     | 11/465  | nowa partia | 6       |
| 2021 | 8 050 830 | 14.0     | 41/465  | 30          | 3       |
| 2024 | 5 105 127 | 9.36     | 28/465  | 3           | 3       |

### Izba Radców
| Rok  | Głosy     | % głosów | Mandaty | ± (%)       | Miejsce |
| ---- | --------- | -------- | ------- | ----------- | ------- |
| 2016 | 5 153 684 | 9,2      | 12/265  | nowa partia | 5       |
| 2019 | 4 907 844 | 9,8      | 16/265  | 4           | 4       |
| 2022 | 7 845 985 | 14.79    | 21/265  | 5           | 4       |